# Arok le barbare
Arok le barbare (Thundarr the Barbarian) est une série télévisée d'animation américaine en 21 épisodes de 24 minutes, créée par Joe Ruby et Steve Gerber et diffusée entre le 4 octobre 1980 et le 31 octobre 1981 sur le réseau ABC.
En France, la série a été diffusée à partir du 21 septembre 1983 sur TF1 dans l'émission Vitamine.

## Accroche
Vers la fin du XXe siècle apr. J.-C., une comète surgit du fond de l’espace, scindant la Lune en deux et provoquant un immense cataclysme terrestre. La civilisation humaine est réduite en cendres... 2,000 ans plus tard, un monde étrange renaît des ruines, un monde dominé par des esprits supérieurs assoiffés de pouvoir. Mais un homme se dresse pour faire respecter la justice, aidé de ses compagnons, Ookla l'humok et la princesse Séléna. Il met sa force, son courage et sa fabuleuse épée de feu au service d’une lutte sans fin contre les forces du Mal. On l’appelle... Arok le barbare !
« The year: 1994. From out of space comes a runaway planet, hurtling between the Earth and the Moon, unleashing cosmic destruction! Man's civilization is cast in ruin! Two thousand years later, Earth is reborn... A strange new world rises from the old: a world of savagery, super science, and sorcery. But one man bursts his bonds to fight for justice! With his companions Ookla the Mok and Princess Ariel, he pits his strength, his courage, and his fabulous Sunsword against the forces of evil. He is Thundarr, the Barbarian! »

## Voix originales
- Robert Ridgely : Arok

## Voix françaises
- Philippe Ogouz puis Gérard Desalles : Arok
- Francine Lainé : Séléna
- Francis Lax : Tork

## Épisodes

### Première saison (1980)
1. Le Secret de la perle noire (Secret of the Black Pearl)
2. Les Fleurs maléfiques (Harvest of Doom)
3. Titre français inconnu (Mindok the Mind Menace)
4. Les Maraudeurs de l'abîme (Raiders of the Abyss)
5. Le Trésor des Umoks (Treasure of the Moks)
6. Les Amazones (Attack of the Amazon Women)
7. La Confrérie de la nuit (The Brotherhood of Night)
8. Le Défi des sorciers (Challenge of the Wizards)
9. La Vallée des hommes-singes (Valley of the Man-Apes)
10. Le Vampire (Stalker from the Stars)
11. Retour aux sources (Portal into Time)
12. La Guerre des barbares (Battle of the Barbarians)
13. Le Repaire du démon endormi (Den of the Sleeping Demon)

### Deuxième saison (1981)
1. La Guerre des sorciers (Wizard War)
2. Titre français inconnu (Fortress of Fear)
3. L'Île des naufragés (Island of the Body Snatchers)
4. La Tanière des démons (City of Evil)
5. Le Train du Jugement dernier (Last Train to Doomsday)
6. Le Maître de l'épée (Master of the Stolen Sunsword)
7. Titre français inconnu (Trial by Terror)
8. La Prophétie du péril (Prophecy of Peril)